# El gran chef famosos
El gran chef famosos (también citado como El gran chef: famosos o simplemente El gran chef) fue un programa de televisión peruano de competición gastronómica entre celebridades del país, conducido por José Peláez, producido por Rayo en la Botella y emitido por Latina Televisión.

## Formato
Cada temporada se divide en tres etapas, rondas regulares, de repechaje y finales.
La ronda regular consta de tres etapas de competencia y se aplica de la siguiente forma:
- En la primera etapa de cada ronda, los participantes que aún estén en competencia serán divididos hasta en dos grupos. Cada grupo competirá entre ellos y basándose en su desempeño, el jurado decidirá quienes continúan en competencia y quienes serán sentenciados.
- Durante la segunda etapa, los participantes que entraron la etapa de Sentencia tendrán que competir nuevamente en la denominada Noche de sentencia en donde uno o dos de ellos serán rescatados y evitarán ir a Noche de eliminación.
- En la última etapa, los concursantes que permanecieron en la etapa de Sentencia, sin que el jurado los haya salvado, deberán competir en la denominada Noche de eliminación en donde uno de ellos será eliminado.

Para las rondas de repechaje y ronda letal se aplican las siguientes mecánicas:
- En la mitad de la temporada, se designa un nuevo grupo para los concursantes eliminados en que podrán participar durante unos días para reintegrarse en la competencia. Este proceso se denomina Repechaje,[3] basado en una propuesta de los espectadores.[4] En la cuarta temporada la modalidad cambia a Batallas culinarias, donde participan tanto eliminados como retadores.[5]
- Para la final de temporada, los seis concursantes que prevalecieron en competencia participarán en días de eliminación directa denominada Ronda letal.[6] Luego de varios días, el ganador es elegido por el propio jurado, en que se evalúan tres platos para el episodio final.[7] La persona ganadora recibirá un premio simbólico que se asemeja a una olla de barro.[8]

## Elenco
Durante las once primeras temporadas del programa se mantuvieron los cuatro miembros estables del elenco. José Peláez está a cargo de la conducción del programa, mientras que el jurado estuvo conformado por:
- Giacomo Bocchio, chef profesional, docente y asesor gastronómico.
- Nelly Rossinelli, mamá cocinera, administradora, influencer y creadora de contenido.
- Javier Masias, periodista y crítico gastronómico.[9][10]
- Luciano Mazzeti, chef, comunicador e influencer gastronómico.

El programa cuenta, además, con invitados, por si los miembros estables no pudieran asistir. En algunos casos, se recurre a refuerzos para completar el trío de jueces.
Se especuló que los integrantes tenían discrepancias políticas con la directiva del canal debido a la ausencia de uno de ellos en las grabaciones. Los integrantes Rossinelli y Masías admitieron que existían diferencias políticas.
En la temporada 12 se anunció que José Peláez dejará la conducción principal temporalmente, quien será reemplazado por Armando Machuca, exparticipante del programa, además de la integración de dos nuevos jurados: Patty Chong, chef experta en comida oriental y Luciano Mazzeti, otro reconocido chef profesional, quedando únicamente Nelly Rossinelli del elenco original.
En la temporada 13 se anunció que Giacomo Bocchio había sido separado de la producción siendo reemplazado definitivamente por Luciano Mazzeti, lo que finalizaba la conformación inicial en la primera fase del programa. Nelly Rossinelli confirmó que el canal tenía previsto reemplazar paulatinamente a uno de los integrantes del jurado, un proceso que calificó de natural.

### Línea de tiempo del elenco
Clave de color
| Presentador | Jurado |

| José Peláez      |
| Armando Machuca  |
| Nelly Rossinelli |
| Javier Masías    |
| Luciano Mazzetti |
| Patty Chong      |
| Giacomo Bocchio  |

## Temporadas
| Temporada | Temporada | Participantes | Título            | Episodios | Episodios | Emisión original         | Emisión original         | Primer puesto            | Segundo puesto                   | Tercer puesto                     |
| Temporada | Temporada | Participantes | Título            | Episodios | Episodios | Primera emisión          | Última emisión           | Primer puesto            | Segundo puesto                   | Tercer puesto                     |
| --------- | --------- | ------------- | ----------------- | --------- | --------- | ------------------------ | ------------------------ | ------------------------ | -------------------------------- | --------------------------------- |
|           | 1         | 14            | Primera temporada | 45        | 45        | 1 de mayo de 2023        | 21 de junio de 2023      | Ricardo Rondón           | Karina Calmet                    | Susan León                        |
|           | 2         | 12            | Segunda temporada | 45        | 45        | 22 de junio de 2023      | 12 de agosto de 2023     | Natalia Salas            | Ale Fuller                       | Mauricio Mesones                  |
|           | 3         | 12            | Tercera temporada | 48        | 48        | 14 de agosto de 2023     | 7 de octubre de 2023     | Mariella Zanetti         | Armando Machuca                  | Milene Vázquez                    |
|           | 4         | 13            | Cuarta temporada  | 48        | 48        | 9 de octubre de 2023     | 2 de diciembre de 2023   | Mónica Zevallos          | Christian Ysla                   | Gino Pesaressi                    |
|           | 5         | 17            | La revancha       | 52        | 52        | 4 de diciembre de 2023   | 3 de febrero de 2024     | Christian Ysla           | Tilsa Lozano                     | Mayra Goñi                        |
|           | 6         | 24            | x2                | 48        | 48        | 5 de febrero de 2024     | 1 de abril de 2024       | Marisol y Celine Aguirre | Jota Benz y Angie Arizaga        | Gabriel Calvo y Pablo Saldarriaga |
|           | 7         | 12            | El restaurante    | 48        | 48        | 2 de abril de 2024       | 27 de mayo de 2024       | Mathías Brivio           | Gino Assereto                    | Emilram Cossío                    |
|           | 8         | 13            | Octava temporada  | 48        | 48        | 28 de mayo de 2024       | 22 de julio de 2024      | Yaco Eskenazi            | Santiago Suárez                  | Brenda Carvalho                   |
|           | 9         | 12            | La academia       | 54        | 54        | 23 de julio de 2024      | 23 de septiembre de 2024 | Jely Reátegui            | Diana Sánchez                    | Phillip Chu Joy                   |
|           | 10        | 12            | La academia       | 54        | 54        | 24 de septiembre de 2024 | 25 de noviembre de 2024  | Carla Rueda Cotito       | Tito Vega                        | Canchita Centeno                  |
|           | 11        | 12            | La super revancha | 48        | 48        | 26 de noviembre de 2024  | 22 de enero de 2025      | Jota Benz                | Ricky Trevitazzo                 | Canchita Centeno                  |
|           | 12        | 24            | Pericotitos       | 40        | 40        | 23 de enero de 2025      | 10 de marzo de 2025      | Steve y Caetana Palao    | Mariella Zanetti y Massi Blondet | Tito Vega y Leandra Núñez         |
|           | 13        | 12            | Extremo           | 54        | 54        | 11 de marzo de 2025      | 13 de mayo de 2025       | Vania Bludau             | Reimond Manco                    | Mateo Garrido Lecca               |
|           | 14        | 12            | Extremo           | 56        | 56        | 14 de mayo de 2025       | 15 de julio de 2025      | Luciana Blomberg         | Melissa Paredes                  | Goncho Iglesias                   |
|           | 15        | 12            | El último campeón | 16        | 16        | 16 de julio de 2025      | 2 de agosto de 2025      | Steve Palao              | Christian Ysla                   | Vania Bludau                      |

1. ↑  Comenzaron siendo 12 participantes en la primera ronda, pero tras el abandono de Jorge Henderson, se presentó a su reemplazo, la cual fue Susan León, y se integró en la ronda 2. Por otra parte, Natalia Málaga fue reemplazada temporalmente por Leyla Chihuán desde la ronda 4 hasta la ronda 5, donde esta fue eliminada.
2. ↑  Fueron 12 participantes inicialmente, más tarde, una retadora ingresó a la competencia luego de ganar un cupo en el nivel de batallas culinarias, la cual fue Claudia Berninzon. A estos se añadieron a 5 participantes retadores, los cuales no lograron ingresar a la competencia.
3. ↑  Inicialmente 12 participantes en la primera ronda de competencia. En cada ronda se incluyó a un nuevo  participante en reemplazo al eliminado en la ronda anterior.
4. ↑  Inicialmente 16 participantes divididos de a dos, lo que hace un total de 8 duplas. Al igual que la temporada anterior, cada ronda se incluyó a una nueva dupla en reemplazo a la dupla eliminada en la ronda anterior, lo que culminó con un total de 24 participantes divididos en 12 duplas.
5. ↑  En la Noche de eliminación de la ronda 2, Arianna Fernández fue reemplazada temporalmente por Zoe Arévalo debido a que necesitaba de descanso médico.
6. ↑  24 participantes (12 adultos y 12 niños), los cuales participaron en grupos de 2, haciendo un total de 12 duplas. Cada niño tiene un parentesco con el participante adulto, ya sean sus padres, tios o abuelos.

## Producción
El programa fue anunciado en enero de 2023, lo que marcó el regreso de los programas de competencia gastronómica en la televisión peruana desde Masterchef en 2011. Creado por el gerente del entretenimiento del canal limeño, Ricky Rodríguez, se anunció como una producción original y que Rayo en la Botella, empresa conocida por los programas de talento en la televisión Yo soy y La voz, asumiría este nuevo espacio. En abril de 2023, el canal liberó un vídeo promocional, mientras que el director Ricardo Morán señaló que «los participantes no son cocineros sino figuras de la farándula local», cuyas filmaciones se realizaron en los estudios de Latina Televisión.
La elección de personalidades del entretenimiento se basa, según Morán, en la capacidad del programa para humanizarlas, al ponerlas «en una situación vulnerable» fuera de su área de especialización, la cocina. Escenas como el llanto de Milett Figueroa por negarse a preparar conejo por motivos personales fueron presentadas allí y se convirtieron en uno de los rasgos distintivos del programa.
El director señaló que el programa se desarrolla en dos rondas diarias, una por la mañana y otra por la tarde, para permitir a los concursantes preparar recetas complejas y contar sus experiencias más significativas. Para reducir la sobrecarga de trabajo, en algunas ocasiones se graban dos episodios del programa. Un equipo de producción anota y selecciona las anécdotas acontecidas en las grabaciones para recabar estas experiencias significativas.
En el programa concurso, se permite a los concursantes compartir material inédito en redes sociales, siempre y cuando no interfiera con la emisión del programa, incluida la final. Además, debido a que Morán define este programa como de entretenimiento con contenido «educativo y familiar», se censuran varias escenas con lenguaje soez o sugestivo.
La productora Ana María Roca Rey estableció que, para evaluar los platos, se consideró la opinión de personas especializadas y aficionados por igual. Este criterio fue compartido por Rossinelli con Infobae, quien, además del perfil técnico de Bocchio y el perfil crítico de Masías, señaló que su perfil es el de «una mamá [sin] formación profesional (en gastronomía) que conecte con aquellas mamitas que tengan una buena sazón». Por otro lado, el integrante Giacomo Bocchio se describió a sí mismo como una personalidad menos teatralizada que el resto de sus compañeros, enfocándose en la metodología de enseñanza de las preparaciones en el programa.
Con el fin de reforzar el equipo de evaluación de comidas, se incorporó un presentador que actuaría como mediador o «mensajero». José Peláez asumió la responsabilidad de conducir el programa, anunciar los comunicados en las rondas de evaluación y dinamizar eventos significativos para los participantes. En una entrevista en junio de 2023, Peláez mencionó que «es una versión de mí que trata constantemente de hacer comedia». Al ser un trabajo intensivo, el presentador recibe preparación para prevenir lesiones y un sistema de altavoces para evitar que grite a los concursantes.
El programa cuenta con un productor gastronómico que se encarga de seleccionar las recetas que los concursantes prepararán. Además, la productora Roca Rey estableció prácticas de responsabilidad social. Entre ellas está que la parte no utilizada del almacén de ingredientes, donde los concursantes podrán obtener en cada plato, sea donada a la Fundación Ronald McDonald; mientras que lo considerado «incomible» sea compostada.

### Presentación de temporadas
La primera temporada se estrenó el 1 de mayo de 2023.  Debido a que es la primera vez que el jurado participa en la televisión, Morán se encargó de la pauta de dicción.
El 1 de junio de 2023, Latina confirmó una segunda temporada tras la revelación de Rodrigo González de los nombres de los participantes.
El 7 de agosto de 2023, Latina anunció la tercera temporada, con la permanencia de José Peláez y fecha de estreno para el 14 de agosto.
El 22 de septiembre, Latina anunció oficialmente su cuarta temporada consecutiva. En octubre de ese año, se anunció que, desde el 23 de ese mes, el programa a se transmitiría a las 7 p. m. por el estreno de la telenovela Papá en apuros. Posteriormente se transmitió a las 7:45 p. m.
El 20 de noviembre se anunció una quinta temporada del programa subtitulada La revancha, la cual reunirá a exparticipantes de las 4 temporadas anteriores.  Su creador, Ricky Rodríguez, confirmó días antes el desarrollo de una próxima temporada de enfoque All-Star.
El 5 de febrero de 2024 se estrenó la sexta temporada en parejas (X2), posteriormente el 2 de abril de 2024 se estableció como fecha de la séptima temporada que se adapta a un restaurante. Según el conductor José Peláez, se necesitaron nuevas celebridades para refrescar la fórmula del programa.
El 28 de mayo de 2024 se estrena la octava temporada y, tras no lograr el éxito esperado con el formato Restaurante, el programa retoma el formato original, que se modifica en la novena y décima temporada: los participantes son denominados «alumnos» y los tres jurados asumen un rol de «profesores». Además, los sentenciados son denominados «desaprobados», las rondas son «ciclos» y el repechaje «Ciclo Vacacional», todo como si se tratase de una academia.
Para el 26 de noviembre de 2024 se presenta la segunda (Súper) Revancha, la cual además de reunir exparticipantes de temporadas del año como X2, Restaurante y La Academia reúne otros de las temporadas del 2023 los cuales no participaron en la primera revancha. Finalizada esta temporada, el 23 de enero de 2025 se presentó una nueva variante titulada Pericotitos, que básicamente es la versión infantil del programa, donde niños entran a la cocina junto a un personaje conocido con el cual tienen alguna relación familiar.
El 11 de marzo de 2025, Latina Televisión estrena una decimotercera temporada denominada Extremo, la primera del formato original en la cual el jurado Bocchio está ausente.
En junio de 2025, Latina anunció la última temporada, que se centraría en los ganadores de las ediciones anteriores. Christian Bayro afirmó que se debía a la falta de audiencia del formato Extremo. La jueza Nelly Rossinelli confirmó la noticia. Se espera que en agosto de ese año el programa sea reemplazado por otro de cocina conducido por Rossinelli.

### React: El gran chef
En mayo de 2024 se estrenó la versión alternativa del programa para redes sociales React: El gran chef. Se emite horas antes de su estreno en televisión, de lunes a viernes. Pedro Pablo Corpancho (que participó en La voz Perú) es su presentador y narra en directo los acontecimientos de la competición, con la participación de invitados que también participaron en el programa. Corpancho tuvo una breve aparición oficial en la décima temporada del programa.

## Recepción
El programa fue bien recibido por la audiencia peruana y la crítica en su primera temporada. Ante el éxito del formato, Latina Televisión decidió renovar el programa para una segunda temporada. Sin embargo, José Peláez reconoció que «nos lo pedía que vayamos más temprano» cuando se emitía también los sábados, después del espacio dedicado a los programas humorísticos (en ese entonces el programa Jirón del Humor).
El 31 de mayo de 2023, alcanzó los 7.4 puntos de audiencia, según Ibope Media. Aunque en la emisión de los sábados, permaneció en los 7 puntos (incluido el 17 de junio), para final de la primera temporada realizada el miércoles 21 de junio de ese año, alcanzó los 11.8 puntos solo en Lima. Es para la segunda temporada, que permaneció como el tercer programa más visto del sábado 1 de julio, y el programa con más audiencia para el 12 de agosto.
Según la periodista y columnista de Caretas, Patricia Salinas, el programa adquirió notoriedad antes de que América Televisión pensara estrenar MasterChef Celebrity en su país, cuyo posible estreno tuvo que postergarse para 2025. El medio Infobae lo definió como «un ejemplo de hacer televisión blanca en nuestro país», debido a la escasez de originalidad que se observaba en otros contenidos televisivos, como los temas de farándula o los pleitos mediáticos, que habían provocado que la audiencia abandonara la televisión para ver contenidos en otras plataformas. La nueva tendencia del programa previno que la propia Latina Televisión desistiera del proyecto de un reality de convivencia llamado Tierra de famosos, renombrado como Tierra brava fuera del país, que sería estrenado en el mismo horario, según el presentador Rodrigo González. Esta medida fue confirmada cuando la gerencia de Latina Televisión renovó una tercera temporada del programa de competencia culinaria.
Posteriormente, el programa tuvo que realizar una modificación de horario para servir de colchón a la telenovela peruana Papá en apuros, donde el jurado tuvo una aparición especial. América Televisión respondió con cambios en su programa Esto es guerra, incluido un intento de replicar MasterChef en uno de sus segmentos. En una entrevista concedida en diciembre de 2023, el miembro del jurado Javier Masías manifestó que el mensaje de cohesión familiar fue el factor que contribuyó al éxito del programa en el horario central de Latina, despertando el interés de los anunciantes. Sin embargo, opinó que sus competidores erraron al optar por un humor simplista en las imitaciones, subestimando así el potencial del programa.
La incorporación de los «comensales» en la séptima temporada, con la autoridad de influir en la selección y el destino de los concursantes, generó opiniones encontradas. Algunos espectadores cuestionaron la preparación limitada de los comensales, afirmando que su opinión podía diferir significativamente de la del jurado. También se especuló sobre la autenticidad de algunos comensales, insinuando la posible presencia de actores. Patricia Salinas señaló que el programa había revisado su formato tradicional, considerado como la «gallina de los huevos de oro», para acomodar una presencia reducida de comensales. Además, Salinas observó que parte de los comensales estaban adoptando una conducta áspera similar a la de Javier Masías, un miembro destacado del jurado.
El exjuez Giacomo Bocchio afirmó que El gran chef empezó a cambiar de formato desde la temporada 12, cuando ya no formaba parte del jurado, y que el público echaba de menos sus comentarios directos. Para él, el programa perdió la frescura que lo caracterizaba (específicamente la etapa Extremo) y también la audiencia. Bocchio ha sido catalogado por Infobae como una figura polémica por sus declaraciones duras hacia los concursantes y sobre temas sensibles, basadas en sus percepciones conservadoras. Latina Televisión respondió a la reacción de la audiencia ofreciéndole una simbólica olla de oro a Bocchio horas después de que finalizara la última temporada del programa.

## Premios y nominaciones
| Año  | Premio        | Categoría                                                                     | Nominación                                         | Resultado | Ref.   |
| ---- | ------------- | ----------------------------------------------------------------------------- | -------------------------------------------------- | --------- | ------ |
| 2023 | Premios Luces | Mejor programa de entretenimiento                                             | El gran chef famosos                               | Ganador   | [ 80 ] |
| 2023 | Premios Luces | Mejor conducción                                                              | José Peláez                                        | Ganador   | [ 80 ] |
| 2024 | Premios Produ | Mejor contenido de realidad de competencia original Iberoamericano            | El gran chef famosos                               | Finalista |        |
| 2024 | Premios Produ | Mejor presentador de programa de realidad original Iberoamericano y adaptado  | José Peláez                                        | Finalista |        |
| 2024 | Premios Produ | Mejor dirección entretenimiento - concurso - reality - variedades - talk-show | Ana María Roca-Rey Sebastián Martins Ricardo Morán | Finalista |        |
| 2024 | Premios Produ | Mejor productor/a de entretenimiento - reality                                | Ana María Roca-Rey Sebastián Martins Ricardo Morán | Finalista |        |